# Baives
Baives település Franciaországban, Nord megyében. Lakosainak száma 161 fő (2022. január 1.). Baives Moustier-en-Fagne, Wallers-en-Fagne, Momignies és Chimay községekkel határos.

## Népesség
A település népességének változása:
| Lakosok száma | 162  | 163  | 167  | 167  | 168  | 167  | 166  | 163  | 161  |
|               | 2013 | 2015 | 2016 | 2017 | 2018 | 2019 | 2020 | 2021 | 2022 |